# Навуходоносор (Матрица)
«Навуходоно́сор» (англ. Nebuchadnezzar) — антигравитационный корабль, фигурировавший в фильмах «Матрица» и «Матрица: Перезагрузка». Предназначен для перемещения по канализации и подключения к имитирующей реальность XX века виртуальной среде («Матрица»). Назван в честь вавилонского царя Навуходоносора.

## Описание
Является воздушным судном, для создания подъёмной силы используется электромагнитная левитация.
Оснащён оборудованием для выхода в Матрицу с целью освобождения людей и диверсий против Машин. Подключение происходит с помощью пиратских радиосигналов, посылаемых кораблем, которые транспортируют экипаж в любую точку Матрицы.
Из вооружения только излучатель электромагнитного импульса для борьбы с роботами-Стражами.
Внутренняя часть корабля напоминает интерьер подводной лодки и сделана полностью из стали, со сверкающими экранами компьютеров и тесными маленькими спальными комнатами. Единственная пища на борту — богатая питательными веществами смесь, похожая на кашу.

## История
Построен в 2069, то есть до войны с Машинами.
После создания Матрицы, как и прочие корабли сходного класса, использовался мятежниками для передвижения по канализации заброшенных городов будущего.
Навуходоносор был уничтожен в конце второго фильма бомбой, которую выпустили охотники. Команда успела уйти с корабля, никто не погиб. Видя горящие обломки, Морфеус произнес цитату из книги пророка Даниила. В русском переводе фильма слова Морфеуса звучат следующим образом: «И увидел я сон, и этот сон ускользнул от меня…», что является парафразой стиха, который в синодальном переводе Библии звучит так: «Во второй год царствования Навуходоносора снились Навуходоносору сны, и возмутился дух его, и сон удалился от него» (Дан. 2:1).
Это отсылка к более раннему моменту: номер машины, на которой Тринити, Морфеус и Мастер ключей спасаются от погони Близнецов в фильме «Матрица: Перезагрузка» — DA203 — означает цитату Книги пророка Даниила: «И сказал им царь: сон снился мне, и тревожится дух мой; желаю знать этот сон» (Дан. 2:3).

## Критика
В книге «Матрица и философия» Уильям Ирвин пишет, что имя Навуходоносора символически важно, поскольку древний царь «видит сон, который не может вспомнить, но продолжает искать ответ». Это похоже на то, как Нео продолжает искать ответ на свои «расплывчатые, но настойчивые» вопросы о Матрице.
Кроме того, в книге отмечается, что надпись на табличке на обшивке корабля «Mark III № 11» является отсылкой к Евангелию от Марка: «И духи нечистые, когда видели Его, падали пред ним и кричали: Ты Сын Божий» (Мк. 3:11), связывающей путь Нео с историей Иисуса.
В книге «Transpersonal Management: Lessons from the Matrix Trilogy» говорится, что имя Навуходоносор символизирует высокомерие машин в утверждении благочестия, подобно древнему царю, а также тот факт, что мятежники являются воинами, которые пытаются освободить своих людей.
В книге «Neuroscience in Science Fiction Films» называют это имя символическим из-за того, что «его ждёт неизбежная гибель» из-за апокалиптической природы Книги Даниила.